# Canal de Borgoña
El canal de Borgoña (en francés: Canal de Bourgogne) es un canal en Borgoña, en el centro de la Francia oriental, que conecta el río Yonne con el río Saona. Hay dos entradas al río: al norte el río Yonne permite acceder en la ciudad de Migennes, y en el sur el Saona  permite acceder en la ciudad de Saint-Jean-de-Losne. La construcción comenzó en 1775 y fue acabada en 1832. El canal conecta el océano Atlántico con el mar Mediterráneo a través de los ríos Sena, Yonne, Saona y Ródano. 
El canal tiene 242 km de largo, con 189 esclusas. Pasa por los departamentos de Yonne y Côte-d'Or. El punto más alto del canal es la "partición" en Pouilly-en-Auxois, que está a 378 m s. n. m. En ese punto el canal pasa a través de un túnel que tiene 3.333 metros de largo. El punto más bajo es la uniòn con el Yonne a 79 m s. n. m.
El tráfico de barcazas comerciales está restringido a los dos extremos del canal; entre St Jean de Losne y Dijon en el sur y desde Migennes a Brienon en el norte. El resto del tráfico está restringido a tres tipos de usuario.
- Embarcaciones de propiedad privada. Hoy el grupo de usuarios más importante.
- Embarcaciones de alquiler. En declive debido al cierre de varias bases de alquiler en los años recientes. Sin embargo, esta actividad fue, incluso en sus momentos álgidos, restringido a sus dos extremos.
- Barcazas de hotel. Principalmente centradas en el valle de Ouche en el sur puesto que en años recientes aquellos del norte han tendido hacia el canal del Nivernais en parte debido a problemas de mantenimiento en el canal de Borgoña.

El canal pasa por los siguientes puntos:
- PK 0 Laroche-Migennes[1]
- PK 19 Saint-Florentin[1]
- PK 45 Tonnerre[1]
- PK 74 Ancy-le-Franc[1]
- PK 102 Montbard[1]
- PK 115 Venarey-les-Laumes[1]
- PK 155 Pouilly-en-Auxois[1]
- PK 213 Dijon[1]
- PK 242 Saint-Jean-de-Losne[1]